# Krzemienny Okap w Słupsku
Krzemienny Okap w Słupsku lub Schronisko pod Słupskiem I – schronisko na wzgórzu Słupsko na Wyżynie Częstochowskiej będącej częścią Wyżyny Krakowsko-Częstochowskiej. Znajduje się we wsi Kostkowice w województwie śląskim, w powiecie zawierciańskim, w gminie Kroczyce.

## Opis obiektu
Schronisko znajduje się tuż pod szczytem wzgórza, w bezimiennej wapiennej skale powyżej polanki. Ma postać owalnej wnęki przykrytej skalnym łukiem. W stropie znajduje się półmetrowej wysokości kominek. Ściany schroniska są gładkie, bez nacieków. Namulisko jest piaszczysto-próchniczne. Przedłużenie schroniska tworzy wnęka o wysokości 30 cm. Jest w całości oświetlone rozproszonym światłem i poddane wpływom środowiska zewnętrznego. Otoczenie zarasta krzewiasta roślinność kserotermiczna.

## Historia poznania i dokumentacji
Na wzgórzu Słupsko istniał w średniowieczu gród. W latach 80. XX wieku archeolodzy prowadzili badania w pozostałym po nim grodzisku, a także w schronisku Krzemienny Okap w Słupsku i na placu przed nim. Znaleziono liczne artefakty – w sumie około 1000 krzemiennych odpadków, około 100 fragmentów ceramiki i około 150 kości zwierzęcych. W schronisku tworzyły one warstwę o miąższości 30 cm. Na podstawie tych znalezisk uczeni twierdzą, że w okresie późnego neolitu przy wejściu do schroniska istniało obozowisko ludzi kultury ceramiki sznurowej. Ich głównym zajęciem było wytwarzaniem narzędzi krzemiennych – przede wszystkim krzemiennych siekier. Krzemienie do ich produkcji wydobywano w bezpośrednim sąsiedztwie schroniska. Wyniki badań opublikował K. Cyrek w 2009 r. (jako Schronisko w Górze Słupsko). Również w 2009 r. opublikowano wyniki badań kości zwierząt.
Schronisko zostało wymienione w spisie M. Szelerewicza i A. Górnego w 1986 r. jako Schronisko pod Słupskiem I. Jego dokumentację opracował w 2009 r. J. Zygmunt, na podstawie pomiarów własnych i W. Mazika. Plan schroniska sporządził J. Zygmunt.
Na wzgórzu Słupsko znajdują się jeszcze trzy inne schroniska: Schronisko Dolne w Słupsku Pierwsze, Schronisko Dolne w Słupsku Drugie, Schronisko Górne w Słupsku.

## Szlak turystyczny
Zalew Dzibice – Słupsko – Kołaczyk – Góra Zborów – Centrum Dziedzictwa Przyrodniczego i Kulturowego Jury – Skały Rzędkowickie – Włodowice

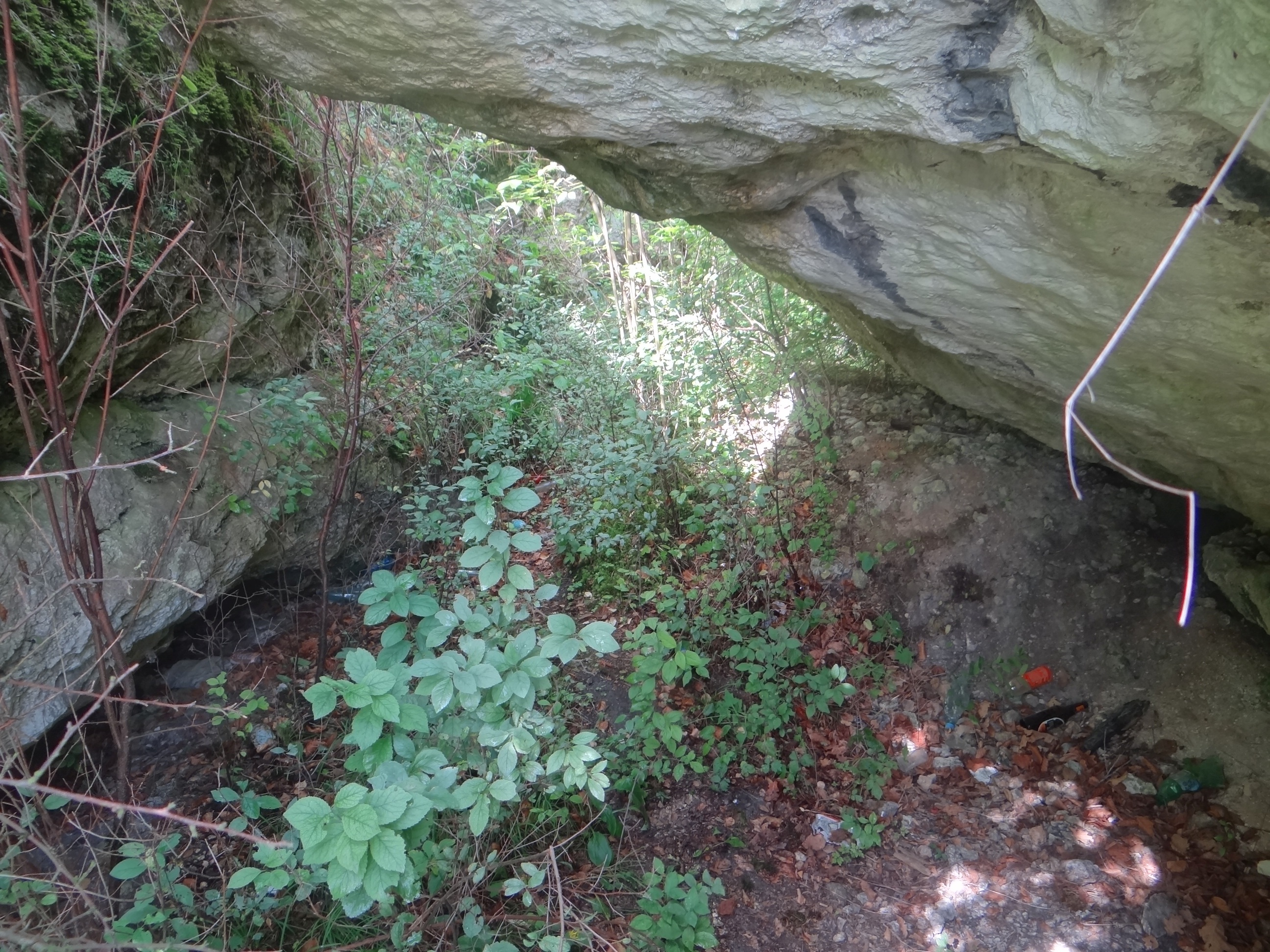
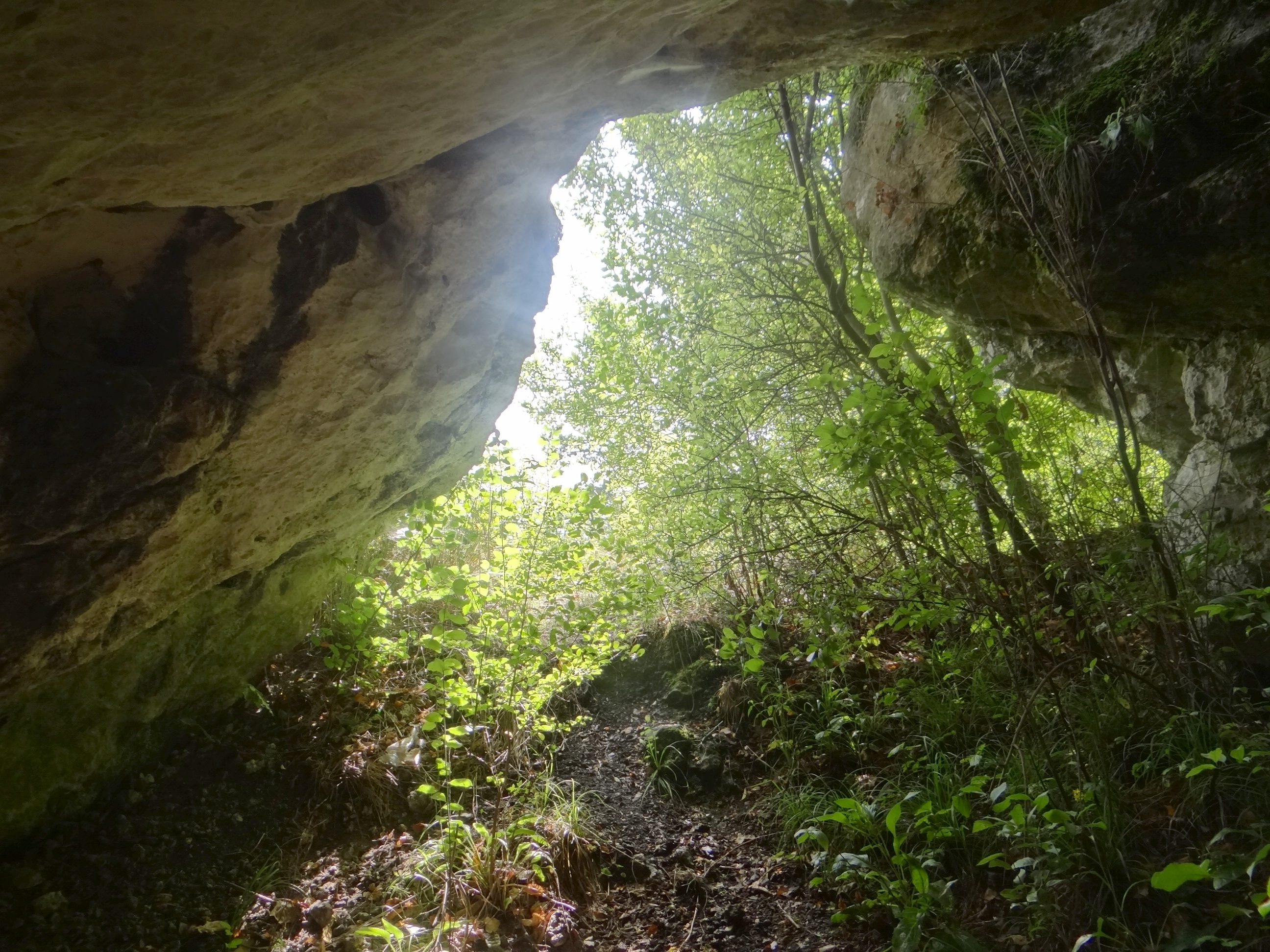
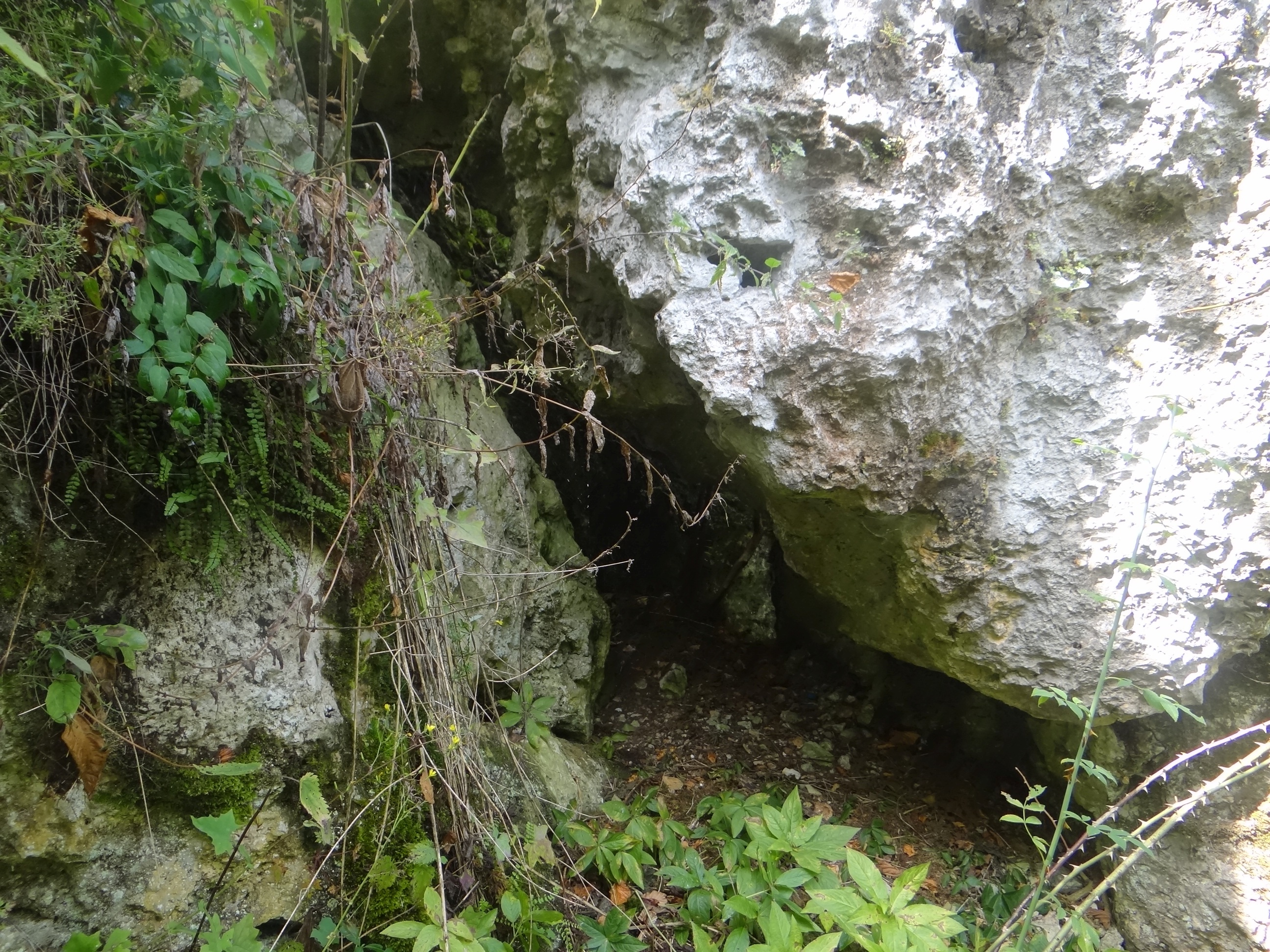